# Karuho Shiina
Karuho Shiina (椎名軽穂, Shiina Kahuro) é uma mangaká japonesa. Seu mangá Kimi ni Todoke ganhou o prêmio de melhor shōjo no 32º Prêmio de Mangá Kōdansha e foi nomeado no Manga Taishō em 2008.